# Jah Bless Me with Life
Jah Bless Me With Life – czterdziesty album studyjny Sizzli, jamajskiego wykonawcy muzyki reggae i dancehall.
Płyta została wydana 13 sierpnia 2007 roku przez niewielką wytwórnię A-Town Records. Znalazła się na niej kompilacja najnowszych singli wokalisty. Produkcją całości zajął się W. "Hero" Lambert.

## Lista utworów
1. "Bun Marijuana"
2. "Right Here"
3. "The Things You Do"
4. "Bun Fire"
5. "Kick Yuh Foot"
6. "No One But Jah"
7. "This Is It"
8. "Trod Thru the Valley"
9. "Jah Bless Me With Life"
10. "Too Hot To Handle"
11. "Blam Blam"
12. "Babylon Is Burning"